# Amsler-Passage
Die Amsler-Passage ist eine im Jahr 2005 durch Eisrückgang freigelegte Meerenge im Palmer-Archipel vor der Westküste der Antarktischen Halbinsel. Sie trennt die Amsler-Insel von der Anvers-Insel und liegt rund 1,5 km nordnordwestlich der Palmer-Station.
Vor Ort tätige Wissenschaftler benannten sie zunächst als The Gap (englisch für Die Lücke). Inzwischen ist sie in Anlehnung an die Benennung der Amsler-Insel nach dem Ehepaar Charles und Margaret Amsler benannt, die als Meeresbiologen des United States Antarctic Program seit 1979 über fast drei Jahrzehnte im Gebiet der Anvers-Insel tätig waren.